# Aleksander Stavre Drenova
Aleksander Stavre Drenova (também conhecido como ASDRENI) (Drenovë, 11 de abril de 1872 - Bucareste, 11 de dezembro de 1947) foi um dos poetas albaneses mais conhecidos. Um de seus poemas mais conhecidos é o hino nacional da Albânia, Hymni i Flamurit.
Ele nasceu na vila de Drenovë, próximo a Korçë. Aleksander estudou em uma escola grega em sua vila. Seu pai morreu quando ele tinha apenas treze anos. Em 1885, Aleksander se mudou para Bucareste, Roménia, para juntar-se aos seus irmãos. Ali, ele foi exposto a outros escritores e nacionalistas albaneses.
Em 1904, Asdreni publicou sua primeira coletânea de noventa e nove poemas chamada Rreze dielli (Raios de sol), dedicada a Skanderbeg, o herói nacional albanês. Sua segunda coletânea de noventa e nove poemas, Ëndrra e lotë (Sonhos e lágrimas) foi publicada em 1912 e dedicada a Edith Durham. A terceira coletânea de Asdreni, Psallme murgu (Salmos de um monge) saíram em 1930.
Depois de um breve retorno à Albânia em 1914, Aleksander retornou à Roménia e continuou a ter interesse no movimento nacionalista albanês. Ele visitou novamente a Albânia em 1937, mas logo retornou à Roménia. Drenova morreu em 1947.